# Georg Erich Schmid

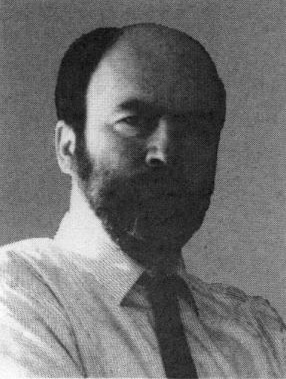
Georg E. Schmid 1995

Georg Erich Schmid (* 5. April 1944 in Wien) ist ein österreichischer Historiker und Schriftsteller.

## Leben
Schmid begann sein Studium an der Universität Wien, wo er u. a. Vorlesungen des liberal-antikatholisch orientierten Historikers Fritz Fellner besuchte. Als dieser im Jahre 1964 als Ordinarius an die Universität Salzburg berufen wurde, folgte er ihm als Assistent. 1968 vollendete er seine Dissertation mit dem Titel „Amerikanische Österreichpolitik zur Zeit der Pariser Friedenskonferenz 1919“.
Schmid begann sich verstärkt der Begriffs-Analyse, der Wissenschaftstheorie, dem Strukturalismus und schließlich der Semiologie zuzuwenden. Auch sein literarisches Werk ist davon in hohem Maß geprägt.
Mit seiner Habilitationsschrift „Doderer lesen. Zu einer historischen Theorie der literarischen Praxis. Essai.“ wollte er  aufzeigen, dass es gar keine allgemein verbindliche „historische Methode“ gebe. Dies tat er im Sinne der These des französischen Philosophen Michel Serres „Ça marche parce que ce ne marche pas“. („Das geht, weil es nicht geht“.) Bekannter ist in diesem Zusammenhang Paul Feyerabend, welcher 1975 die These „Anything goes“ ausgab. Eine „wissenschaftliche Methode“ sei also realiter immer mit der „(realen) Machtfrage“ verknüpft. Am 8. März 1979 wurde Schmid zum Dozenten für das Fach „Allgemeine Geschichte der Neuzeit“ ernannt. Am 12. September 1989 erhielt er in Salzburg  den Titel eines „Außerordentlichen Professors“. Er lehrte an der University of Kansas in Lawrence, an der Western Illinois University und an der Universität Paris VIII – Vincennes à St.Denis.
Seine Bewerbung um die Nachfolge Fritz Fellners als Ordinarius scheiterte 1993. Im Jahr 1994 ging Schmid aus gesundheitlichen Gründen in Frühpension. Er lebt und arbeitet in Frankreich.

## Schriften

### Wissenschaftliche Werke
- Doderer lesen. Zu einer historischen Theorie der literarischen Praxis. Salzburg 1978.
- Die Figuren des Kaleidoskops – Über Geschichte(n) im Film. Salzburg 1983.
- (Hrsg.): Die Zeichen der Historie. Beiträge zu einer semiologischen Geschichtswissenschaft. Wien/Köln 1986.
- Die Spur und die Trasse – (Post-)moderne Wegmarken der Geschichtswissenschaft. Wien u. a. 1988.
- mit Hans Petschar: Erinnerung und Vision. Die Legitimation Österreichs in Bildern. Eine semiohistorische Analyse der Austria-Wochenschau 1949–1960. Graz 1990.
- mit Gernot Heiss, Oliver Rathkolb: Österreich und Deutschlands Grösse. Ein schlampiges Verhältnis. Salzburg 1990.
- mit Hans Lindenbaum, Peter Staudacher: Bewegung und Beharrung – Transport und Transportsysteme in Österreich 1918–1938. Eisenbahn, Automobil, Tramway. Wien 1994.
- Die Geschichtsfalle. Wien u. a. 2000.
- Freud-Film oder das Kino als Kur. Wien 2006.
- Profiling the American Detective. Parker's Prose on the Coded Game of Sleuth and Rogue and the Tradition of the Crime Story. Frankfurt u. a. 2004.
- The Narrative of the Occident. Mapping the Roads to Tomorrow. Frankfurt u. a. 2009.
- In the Presence of the Future. An Essay on Its Present State. Frankfurt u. a. 2012.
- The Mind Scree. Identification Desire and Its Cinematic Arena. Frankfurt u. a. 2016.
- Thoughts on Things Forgotten. Recharging Our Collective Memory Banks. (together with Sigrid Schmid-Bortenschlager). Frankfurt u. a. 2018.

über 100 Aufsätze in Zeitschriften und Sammelbänden.

### Literarische Werke
- Roman trouvè. Darmstadt 1978.
- Friedhof der Namenlosen. Reinbek 1982.
- Tote Natur – nature morte. Novellen. Salzburg 1992.
- Das Auge des Taifuns./Wege ins Nichts. Diptychon. 2 Bände. Salzburg/Wien 1995/1996.

### Kunstbände
- Köpfe, Gefährte, Wagnisse. Skulpturen und Bilder von Wolfgang Götzinger. Wien um 1983.
- Das gefundene Auge. Fotografien von Ralph Werner und Essays von Georg Schmid. Salzburg 1984